# Phase à élimination directe du Championnat du monde masculin de handball 2017
Cet article détaille les matchs de la phase élimination directe du Championnat du monde 2017 de handball organisé en France du 11 au 29 janvier 2017.
Elle oppose les 16 équipes qualifiées à l'issue du tour préliminaire (Groupes A, B, C et D dans un schéma défini à l'avance : le premier d'un groupe rencontre le quatrième d'un autre groupe et deux équipes issues d'un même groupe ne peuvent se rencontrer avant les demi-finales. Ces équipes se rencontrent dans des matchs à élimination directe à partir des huitièmes de finale.

## Tableau final
|  | Huitièmes de finale 21 et 22 janvier 2017 | Huitièmes de finale 21 et 22 janvier 2017 |          |                        | Quarts de finale 24 janvier 2017 | Quarts de finale 24 janvier 2017 |    |  | Demi-finales 26 et 27 janvier 2017 | Demi-finales 26 et 27 janvier 2017 |  |  | Finale 29 janvier 2017 | Finale 29 janvier 2017 |
|  | Huitièmes de finale 21 et 22 janvier 2017 | Huitièmes de finale 21 et 22 janvier 2017 |          |                        | Quarts de finale 24 janvier 2017 | Quarts de finale 24 janvier 2017 |    |  | Demi-finales 26 et 27 janvier 2017 | Demi-finales 26 et 27 janvier 2017 |  |  | Finale 29 janvier 2017 | Finale 29 janvier 2017 |
|  |                                           |                                           |          |                        |                                  |                                  |    |  |                                    |                                    |  |  |                        |                        |
|  | 21 janvier, Montpellier                   | 21 janvier, Montpellier                   |          |                        | 24 janvier, Montpellier          | 24 janvier, Montpellier          |    |  | 27 janvier, Paris                  | 27 janvier, Paris                  |  |  | 29 janvier, Paris      | 29 janvier, Paris      |
|  | 21 janvier, Montpellier                   | 21 janvier, Montpellier                   |          |                        | 24 janvier, Montpellier          | 24 janvier, Montpellier          |    |  | 27 janvier, Paris                  | 27 janvier, Paris                  |  |  | 29 janvier, Paris      | 29 janvier, Paris      |
|  | (1B) Espagne                              | 28                                        |          |                        | 24 janvier, Montpellier          | 24 janvier, Montpellier          |    |  | 27 janvier, Paris                  | 27 janvier, Paris                  |  |  | 29 janvier, Paris      | 29 janvier, Paris      |
|  | (1B) Espagne                              | 28                                        |          |                        | 24 janvier, Montpellier          | 24 janvier, Montpellier          |    |  | 27 janvier, Paris                  | 27 janvier, Paris                  |  |  | 29 janvier, Paris      | 29 janvier, Paris      |
|  | (4A) Brésil                               | 27                                        |          |                        | 24 janvier, Montpellier          | 24 janvier, Montpellier          |    |  | 27 janvier, Paris                  | 27 janvier, Paris                  |  |  | 29 janvier, Paris      | 29 janvier, Paris      |
|  | (4A) Brésil                               | 27                                        | Espagne  | 29                     |                                  |                                  |    |  | 27 janvier, Paris                  | 27 janvier, Paris                  |  |  | 29 janvier, Paris      | 29 janvier, Paris      |
|  | 22 janvier, Montpellier                   |                                           | Espagne  | 29                     |                                  |                                  |    |  | 27 janvier, Paris                  | 27 janvier, Paris                  |  |  | 29 janvier, Paris      | 29 janvier, Paris      |
|  |                                           | Croatie                                   | 30       |                        |                                  |                                  |    |  | 27 janvier, Paris                  | 27 janvier, Paris                  |  |  | 29 janvier, Paris      | 29 janvier, Paris      |
|  | (3D) Égypte                               | Croatie                                   | 30       | 19                     |                                  |                                  |    |  | 27 janvier, Paris                  | 27 janvier, Paris                  |  |  | 29 janvier, Paris      | 29 janvier, Paris      |
|  | (3D) Égypte                               | 24 janvier, Albertville                   |          | 19                     |                                  |                                  |    |  | 27 janvier, Paris                  | 27 janvier, Paris                  |  |  | 29 janvier, Paris      | 29 janvier, Paris      |
|  | (2C) Croatie                              | 21                                        |          |                        |                                  |                                  |    |  | 27 janvier, Paris                  | 27 janvier, Paris                  |  |  | 29 janvier, Paris      | 29 janvier, Paris      |
|  | (2C) Croatie                              | 21                                        | Croatie  | 25                     |                                  |                                  |    |  |                                    |                                    |  |  | 29 janvier, Paris      | 29 janvier, Paris      |
|  | 21 janvier, Albertville                   |                                           | Croatie  | 25                     |                                  |                                  |    |  |                                    |                                    |  |  | 29 janvier, Paris      | 29 janvier, Paris      |
|  |                                           | Norvège                                   | 28(ap)   |                        |                                  |                                  |    |  |                                    |                                    |  |  | 29 janvier, Paris      | 29 janvier, Paris      |
|  | (3B) Macédoine                            | Norvège                                   | 28(ap)   | 24                     |                                  |                                  |    |  |                                    |                                    |  |  | 29 janvier, Paris      | 29 janvier, Paris      |
|  | (3B) Macédoine                            | 26 janvier, Paris                         |          | 24                     |                                  |                                  |    |  |                                    |                                    |  |  | 29 janvier, Paris      | 29 janvier, Paris      |
|  | (2A) Norvège                              | 34                                        |          |                        |                                  |                                  |    |  |                                    |                                    |  |  | 29 janvier, Paris      | 29 janvier, Paris      |
|  | (2A) Norvège                              | 34                                        | Norvège  | 31                     |                                  |                                  |    |  |                                    |                                    |  |  | 29 janvier, Paris      | 29 janvier, Paris      |
|  | 22 janvier, Albertville                   |                                           | Norvège  | 31                     |                                  |                                  |    |  |                                    |                                    |  |  | 29 janvier, Paris      | 29 janvier, Paris      |
|  |                                           | Hongrie                                   | 28       |                        |                                  |                                  |    |  |                                    |                                    |  |  | 29 janvier, Paris      | 29 janvier, Paris      |
|  | (1D) Danemark                             | Hongrie                                   | 28       | 25                     |                                  |                                  |    |  |                                    |                                    |  |  | 29 janvier, Paris      | 29 janvier, Paris      |
|  | (1D) Danemark                             | 24 janvier, Villeneuve-d'Ascq             |          | 25                     |                                  |                                  |    |  |                                    |                                    |  |  | 29 janvier, Paris      | 29 janvier, Paris      |
|  | (4C) Hongrie                              | 27                                        |          |                        |                                  |                                  |    |  |                                    |                                    |  |  | 29 janvier, Paris      | 29 janvier, Paris      |
|  | (4C) Hongrie                              | 27                                        | Norvège  | 26                     |                                  |                                  |    |  |                                    |                                    |  |  |                        |                        |
|  | 21 janvier, Villeneuve-d'Ascq             |                                           | Norvège  | 26                     |                                  |                                  |    |  |                                    |                                    |  |  |                        |                        |
|  |                                           | France                                    | 33       |                        |                                  |                                  |    |  |                                    |                                    |  |  |                        |                        |
|  | (1A) France                               | France                                    | 33       | 31                     |                                  |                                  |    |  |                                    |                                    |  |  |                        |                        |
|  | (1A) France                               |                                           |          | 31                     |                                  |                                  |    |  |                                    |                                    |  |  |                        |                        |
|  | (4B) Islande                              | 25                                        |          |                        |                                  |                                  |    |  |                                    |                                    |  |  |                        |                        |
|  | (4B) Islande                              | 25                                        | France   | 33                     |                                  |                                  |    |  |                                    |                                    |  |  |                        |                        |
|  | 22 janvier, Villeneuve-d'Ascq             |                                           | France   | 33                     |                                  |                                  |    |  |                                    |                                    |  |  |                        |                        |
|  |                                           | Suède                                     | 30       |                        |                                  |                                  |    |  |                                    |                                    |  |  |                        |                        |
|  | (2D) Suède                                | Suède                                     | 30       | 41                     |                                  |                                  |    |  |                                    |                                    |  |  |                        |                        |
|  | (2D) Suède                                | 24 janvier, Paris                         |          | 41                     |                                  |                                  |    |  |                                    |                                    |  |  |                        |                        |
|  | (3C) Biélorussie                          | 22                                        |          |                        |                                  |                                  |    |  |                                    |                                    |  |  |                        |                        |
|  | (3C) Biélorussie                          | 22                                        | France   | 31                     |                                  |                                  |    |  |                                    |                                    |  |  |                        |                        |
|  | 21 janvier, Paris                         |                                           | France   | 31                     |                                  |                                  |    |  |                                    |                                    |  |  |                        |                        |
|  |                                           | Slovénie                                  | 25       |                        |                                  |                                  |    |  |                                    |                                    |  |  |                        |                        |
|  | (2B) Slovénie                             | Slovénie                                  | 25       | 32                     |                                  |                                  |    |  |                                    |                                    |  |  |                        |                        |
|  | (2B) Slovénie                             |                                           |          | 32                     |                                  |                                  |    |  |                                    |                                    |  |  |                        |                        |
|  | (3A) Russie                               | 26                                        |          | Match pour la 3e place | Match pour la 3e place           |                                  |    |  |                                    |                                    |  |  |                        |                        |
|  | (3A) Russie                               | 26                                        | Slovénie | Match pour la 3e place | Match pour la 3e place           | 32                               |    |  |                                    |                                    |  |  |                        |                        |
|  | 22 janvier, Paris                         | 22 janvier, Paris                         | Slovénie | 28 janvier, Paris      | 28 janvier, Paris                | 32                               |    |  |                                    |                                    |  |  |                        |                        |
|  | 22 janvier, Paris                         | 22 janvier, Paris                         |          | 28 janvier, Paris      | 28 janvier, Paris                | Qatar                            | 30 |  |                                    |                                    |  |  |                        |                        |
|  | (1C) Allemagne                            | 20                                        | Croatie  | 30                     |                                  | Qatar                            | 30 |  |                                    |                                    |  |  |                        |                        |
|  | (1C) Allemagne                            | 20                                        | Croatie  | 30                     |                                  |                                  |    |  |                                    |                                    |  |  |                        |                        |
|  | (4D) Qatar                                | 21                                        |          | Slovénie               | 31                               |                                  |    |  |                                    |                                    |  |  |                        |                        |
|  | (4D) Qatar                                | 21                                        |          | Slovénie               | 31                               |                                  |    |  |                                    |                                    |  |  |                        |                        |

Remarques
- La répartition des équipes est établie à l'issue de la phase de poule.
- Les deux vainqueurs des deux huitièmes de finale d'une ville se retrouvent en quart de finale dans la même ville.

## Matchs

### Huitièmes de finale
| 21 janvier 2017 16h00 | Norvège                        | 34 - 24   | Macédoine       | Halle olympique, Albertville Affluence : 6 540 Arbitrage : Līcis, Sondors |
| 21 janvier 2017 16h00 | Magnus Jøndal, Eivind Tangen 6 | (12 - 10) | Kiril Lazarov 6 | Halle olympique, Albertville Affluence : 6 540 Arbitrage : Līcis, Sondors |
| 21 janvier 2017 16h00 | ×2                             | Rapport   | ×2 ×4           | Halle olympique, Albertville Affluence : 6 540 Arbitrage : Līcis, Sondors |

| 21 janvier 2017 18h00 | France           | 31 - 25   | Islande         | Stade Pierre-Mauroy, Villeneuve-d'Ascq Affluence : 28 010 Arbitrage : Grillo, Lenci |
| 21 janvier 2017 18h00 | Michaël Guigou 6 | (14 - 13) | Rúnar Kárason 7 | Stade Pierre-Mauroy, Villeneuve-d'Ascq Affluence : 28 010 Arbitrage : Grillo, Lenci |
| 21 janvier 2017 18h00 | ×1 ×2            | Rapport   | ×3 ×4           | Stade Pierre-Mauroy, Villeneuve-d'Ascq Affluence : 28 010 Arbitrage : Grillo, Lenci |

| 21 janvier 2017 20h45 | Espagne                          | 28 - 27   | Brésil             | Arena, Montpellier Affluence : 6 923 Arbitrage : Brunner, Salah |
| 21 janvier 2017 20h45 | Alex Dujshebaev, Joan Cañellas 5 | (16 - 18) | João Pedro Silva 7 | Arena, Montpellier Affluence : 6 923 Arbitrage : Brunner, Salah |
| 21 janvier 2017 20h45 | ×2 ×4                            | Rapport   | ×2 ×5              | Arena, Montpellier Affluence : 6 923 Arbitrage : Brunner, Salah |

| 21 janvier 2017 20h45 | Slovénie         | 32 - 26   | Russie                                 | AccorHotels Arena, Paris Affluence : 8 324 Arbitrage : Bonaventura, Bonaventura |
| 21 janvier 2017 20h45 | Darko Cingesar 6 | (13 - 15) | Daniel Chichkarev, Alexandre Dereven 5 | AccorHotels Arena, Paris Affluence : 8 324 Arbitrage : Bonaventura, Bonaventura |
| 21 janvier 2017 20h45 | ×3 ×2            | Rapport   | ×3 ×7 ×1                               | AccorHotels Arena, Paris Affluence : 8 324 Arbitrage : Bonaventura, Bonaventura |

| 22 janvier 2017 16h00 | Danemark        | 25 - 27   | Hongrie      | Halle olympique, Albertville Affluence : 6 540 Arbitrage : Boualloucha, Khenissi |
| 22 janvier 2017 16h00 | Mikkel Hansen 8 | (12 - 13) | Máté Lékai 6 | Halle olympique, Albertville Affluence : 6 540 Arbitrage : Boualloucha, Khenissi |
| 22 janvier 2017 16h00 | ×2 ×1           | Rapport   | ×3           | Halle olympique, Albertville Affluence : 6 540 Arbitrage : Boualloucha, Khenissi |

| 22 janvier 2017 16h00 | Suède              | 41 - 22   | Biélorussie      | Stade Pierre-Mauroy, Villeneuve-d'Ascq Affluence : 16 188 Arbitrage : Nachevski, Nikolov |
| 22 janvier 2017 16h00 | Jim Gottfridsson 8 | (24 - 11) | Artsem Karalek 7 | Stade Pierre-Mauroy, Villeneuve-d'Ascq Affluence : 16 188 Arbitrage : Nachevski, Nikolov |
| 22 janvier 2017 16h00 | ×1 ×3              | Rapport   | ×2 ×4            | Stade Pierre-Mauroy, Villeneuve-d'Ascq Affluence : 16 188 Arbitrage : Nachevski, Nikolov |

| 22 janvier 2017 18h00 | Allemagne                           | 20 - 21  | Qatar           | AccorHotels Arena, Paris Affluence : 10 209 Arbitrage : Gatelis, Mažeika |
| 22 janvier 2017 18h00 | Holger Glandorf, Patrick Groetzki 4 | (10 - 9) | Rafael Capote 9 | AccorHotels Arena, Paris Affluence : 10 209 Arbitrage : Gatelis, Mažeika |
| 22 janvier 2017 18h00 | ×4 ×5 ×1                            | Rapport  | ×3 ×4           | AccorHotels Arena, Paris Affluence : 10 209 Arbitrage : Gatelis, Mažeika |

| 22 janvier 2017 20h45 | Croatie         | 21 - 19  | Égypte           | Arena, Montpellier Affluence : 6 266 Arbitrage : Gjeding, Hansen |
| 22 janvier 2017 20h45 | Zlatko Horvat 6 | (13 - 7) | Ahmed El Ahmar 5 | Arena, Montpellier Affluence : 6 266 Arbitrage : Gjeding, Hansen |
| 22 janvier 2017 20h45 | ×3              | Rapport  | ×4               | Arena, Montpellier Affluence : 6 266 Arbitrage : Gjeding, Hansen |

### Quarts de finale
| 24 janvier 2017 17h00 | Norvège            | 31 - 28   | Hongrie          | Halle olympique, Albertville Affluence : 6 540 Arbitrage : Geipel, Helbig |
| 24 janvier 2017 17h00 | Espen Lie Hansen 6 | (17 - 10) | Gábor Császár 11 | Halle olympique, Albertville Affluence : 6 540 Arbitrage : Geipel, Helbig |
| 24 janvier 2017 17h00 | ×2 ×7              | Rapport   | ×3               | Halle olympique, Albertville Affluence : 6 540 Arbitrage : Geipel, Helbig |

| 24 janvier 2017 19h00 | France        | 33 - 30   | Suède              | Stade Pierre-Mauroy, Villeneuve-d'Ascq Affluence : 28 010 Arbitrage : López, Ramírez |
| 24 janvier 2017 19h00 | Kentin Mahé 9 | (15 - 16) | Jim Gottfridsson 7 | Stade Pierre-Mauroy, Villeneuve-d'Ascq Affluence : 28 010 Arbitrage : López, Ramírez |
| 24 janvier 2017 19h00 | ×3 ×5         | Rapport   | ×3 ×6              | Stade Pierre-Mauroy, Villeneuve-d'Ascq Affluence : 28 010 Arbitrage : López, Ramírez |

| 24 janvier 2017 20h45 | Slovénie        | 32 - 30   | Qatar            | AccorHotels Arena, Paris Affluence : 6 573 Arbitrage : Horáček, Novotný |
| 24 janvier 2017 20h45 | Gašper Marguč 6 | (18 - 15) | Bertrand Roiné 8 | AccorHotels Arena, Paris Affluence : 6 573 Arbitrage : Horáček, Novotný |
| 24 janvier 2017 20h45 | ×1 ×3           | Rapport   | ×1 ×4            | AccorHotels Arena, Paris Affluence : 6 573 Arbitrage : Horáček, Novotný |

| 24 janvier 2017 20h45 | Espagne                 | 29 - 30   | Croatie       | Arena, Montpellier Affluence : 6 749 Arbitrage : Gjeding, Hansen |
| 24 janvier 2017 20h45 | Ángel Fernández Pérez 7 | (15 - 17) | Marko Mamić 9 | Arena, Montpellier Affluence : 6 749 Arbitrage : Gjeding, Hansen |
| 24 janvier 2017 20h45 | ×3 ×1                   | Rapport   | ×2 ×4         | Arena, Montpellier Affluence : 6 749 Arbitrage : Gjeding, Hansen |

### Demi-finales
| 26 janvier 2017 21h00 | France         | 31 - 25   | Slovénie       | AccorHotels Arena, Paris Affluence : 15 609 Arbitrage : Geipel, Helbig |
| 26 janvier 2017 21h00 | Nedim Remili 6 | (15 - 12) | Jure Dolenec 5 | AccorHotels Arena, Paris Affluence : 15 609 Arbitrage : Geipel, Helbig |
| 26 janvier 2017 21h00 | ×2 ×3          | Rapport   | ×3 ×2          | AccorHotels Arena, Paris Affluence : 15 609 Arbitrage : Geipel, Helbig |

| 27 janvier 2017 20h45 | Croatie             | 25 - 28 (ap)       | Norvège         | AccorHotels Arena, Paris Affluence : 10 324 Arbitrage : Horáček, Novotný |
| 27 janvier 2017 20h45 | Zlatko Horvat 6     | (10 - 12, 22 - 22) | Bjarte Myrhol 6 | AccorHotels Arena, Paris Affluence : 10 324 Arbitrage : Horáček, Novotný |
| 27 janvier 2017 20h45 | Prol. : 3 - 6 (2-2) |                    |                 | AccorHotels Arena, Paris Affluence : 10 324 Arbitrage : Horáček, Novotný |
| 27 janvier 2017 20h45 | ×4 ×6 ×1            | Rapport            | ×3 ×4           | AccorHotels Arena, Paris Affluence : 10 324 Arbitrage : Horáček, Novotný |

### Match pour la troisième place
| 28 janvier 2017 20h45 | Croatie        | 30 - 31   | Slovénie        | AccorHotels Arena, Paris Affluence : 8 625 Arbitrage : López, Ramírez |
| 28 janvier 2017 20h45 | Luka Cindrić 7 | (18 - 13) | Trois joueurs 4 | AccorHotels Arena, Paris Affluence : 8 625 Arbitrage : López, Ramírez |
| 28 janvier 2017 20h45 | ×2 ×3          | Rapport   | ×4 ×2           | AccorHotels Arena, Paris Affluence : 8 625 Arbitrage : López, Ramírez |

### Finale
| 29 janvier 2017 17h30 | Norvège               | 26 - 33   | France             | AccorHotels Arena, Paris Affluence : 15 609 Arbitrage : Gjeding, Hansen |
| 29 janvier 2017 17h30 | Kent Robin Tønnesen 5 | (17 - 18) | Nikola Karabatic 6 | AccorHotels Arena, Paris Affluence : 15 609 Arbitrage : Gjeding, Hansen |
| 29 janvier 2017 17h30 | ×3 ×2                 | Rapport   | ×1                 | AccorHotels Arena, Paris Affluence : 15 609 Arbitrage : Gjeding, Hansen |